# Гальегос Лара, Хоакин
Хоакин Галье́гос Ла́ра (англ. Joaquín Gallegos Lara; 9 апреля 1911, Гуаякиль, Эквадор — 16 ноября 1947, там же) — эквадорский писатель, известный как автор романов и рассказов в жанре социального реализма, поэт, журналист, эссеист, литературный критик и социалистический активист. Гальегос Лара, наряду с другими писателями того времени, оказал значительное влияние на развитие эквадорской социальной прозы, поднимая многие острые проблемы национальной жизни.

## Биография

### Ранние годы
Хоакин Хосе Энрике де лас Мерседес Гальегос Лара, будучи единственным ребёнком Эммы Лары Кальдерон и Хоакина Гальегоса дель Кампо — известного писателя, журналиста, сатирика, либерального политика и сторонника революции Элоя Альфаро, родился с серьёзной травмой позвоночника, из-за которой атрофировались мышцы ног. Ребёнок с такой травмой не мог ходить. Лишённый возможности посещать школу, он получал домашнее образование и оставался самоучкой на протяжении всей жизни, чему способствовал его вкус к чтению и языкам (став писателем, Гальегос владел русским, французским, немецким и итальянским языками).

### Молодой писатель
С 10-летнего возраста увлекся поэзией и начал писать стихи, узнав о трагической гибели Медардо Анхеля Сильвы. С 16 лет начал публиковаться в литературных журналах «Páginas Selectas», «Variedades», «Letras y Números», «Cosmos» и «Ilustración». Сначала сентиментальные, позже его стихи приобрели характер лирики на общественно-политическую тематику («Poemas de Miss Ecuador», «Bandera Roja», «Film Ferroviario», «Romance de la rural», «Guayas») и выходили в газетах наподобие «La Prensa», «El Telégrafo» и «Bandera Roja» (официального органа Компартии Эквадора).
Уже с 1927 года его разносторонняя личность привлекала внимание его сверстников из числа эквадорской молодёжи, многие из которых встречались с ним для дискуссий по различным социальным вопросам. Среди его близких друзей были и двое других авторов левых взглядов, Деметрио Агилера Мальта и Энрике Хиль Хильберт, совместно с которыми Гальегос Лара в 1930 году издал сборник рассказов из жизни трудящихся прибрежных тропиков «Те, кто уходят» (Los Que Se Van). Троица писателей наряду с Хосе де ла Куадрой и Альфредо Парехой Диес Кансеко составили «Гуаякильскую группу» — одну из важнейших в эквадорском литературном процессе, ставшую провозвестником социального реализма в стране. Уже в возрасте 21 года Гальегос Лара пользовался репутацией лидера литературного поколения реалистического направления, вызывавшего ажиотаж в консервативном обществе того времени, и активно участвовал в левой политике.

### Коммунистическая деятельность
В 1931 году Хоакин Гальегос Лара вступил в основанную в 1929 году молодёжную коммунистическую группу, ориентировавшуюся на социалистическую революцию, научный коммунизм и марксистско-ленинскую идеологию. Затем он стал секретарём обкома Коммунистической партии Эквадора. Помимо роли одного из ведущих марксистских интеллектуалов страны, оказывавшего влияние на студенческую и рабочую молодежь, Гальегос Лара принимал непосредственное участие в уличных демонстрациях, противостояниях и стачках, ставя свои харизму и дисциплину на службу классовой борьбе. Из-за инвалидности товарищам приходилось носить Гальегоса на плечах.
В 1934 году он с единомышленниками основал газету социалистической направленности «El Clamor».
В коммунистическом движении Хоакин Гальегос Лара познакомился с Нелой Мартинес Эспиносой, на которой женился в 1935 году, когда им было 26 лет и 21 год соответственно (дата бракосочетания была приурочена к рабочей забастовке в городе Амбато). Они перебрались в Гуаякиль, а затем в Кито — и хотя через несколько месяцев развелись, остались близкими друзьями до смерти Гальегоса Лары (Нела Мартинес Эспиноса завершила работу над незаконченным при его жизни романом «Los Guandos» и издала его в 1982 году).
В 1936 году, во время диктатуры президента Федерико Паэса, на литературный журнал «База», которым руководил Гальегос Лара, обрушились репрессии, а все экземпляры издания были сожжены. Однако Гальегосу удалось сохранить копию своей статьи о Максиме Горьком, которую он передал коллеге Кристобалю Гарсесу Ларреа (её опубликовали посмертно).
В 1943 году присоединился к Эквадорскому демократическому действию (Acción Democrática Ecuatoriana) — политической организации, противостоящей режиму Карлоса Альберто Арройо дель Рио. Во время Второй мировой войны участвовал в массовой мобилизации антифашистского движения коммунистической партией.
После Майской революции 28 мая 1944 года писатель был награждён золотой медалью муниципалитета Гуаякиля за «патриотическую журналистику».

### Поздние годы
В последние годы жизни Гальегос Лара посвятил себя журналистике, в основном в области экономики, политики, литературы и международных проблем, включая темы капитализма в Эквадоре, рабочего движения, коренных народов, выборов в США и т. д. В романе «Кресты на воде» (1946) изобразил расстрел первой рабочей демонстрации в Гуаякиле в 1922 году.
В начале 1947 года Гальегос Лара серьёзно заболел из-за свища (ненормальная связь между частями тела). Хотя ему пытались помочь многие эквадорские врачи, излечить его не удалось. Родственник пытался вывезти его в США для более продвинутого лечения, но писателю было отказано в выдаче визы, поэтому пришлось ехать в Лиму, откуда он был депортирован за свои коммунистические взгляды. Он умер через несколько дней после возвращения в Гуаякиль 16 ноября 1947 года.